# ТЕЦ Glow SPP 1
12°41′52″ пн. ш. 101°7′9″ сх. д. / 12.69778° пн. ш. 101.11917° сх. д.
ТЕЦ Glow SPP 1 — колишня тайська теплова електростанція, яка діяла у провінції Районг в індустріальному парку Hemaraj Industrial Estate (наразі носить назві Eastern Industrial Estate).
В 1998 році на майданчику станції стали до ладу два парогазові блоки комбінованого циклу загальною номінальною потужністю 117 МВт (до 125 МВт за умови зменшення обсягів видачі пари). У кожному блоці дві газові турбіни живили через відповідну кількість котлів-утилізаторів одну парову турбіну.
ТЕЦ мала здатність постачати підприємствам індустріальної зони технологічну пару в обсягах 90 тонна на годину, при цьому вона була обладнана допоміжним паровим котлом продуктивністю 30 тонн на годину. Ще одним видом продукції підприємства була демінералізована вода в обсягах 70 тонн на годину.
Відповідно до запровадженої в Таїланді програми сприяння малим ТЕЦ, станція отримала 23-річний контракт на викуп 110 МВт потужності державною електроенергетичною компанією Electric Generating Authority of Thailand (EGAT).
Як паливо станція використовувала природний газ (в тій же індустріальній зоні знаходяться ГПЗ Районг, через який проходить продукція родовищ Сіамської затоки, та термінал для імпорту ЗПГ Мап-Та-Пхут).
Видача продукції відбувалась під напругою 22 кВ та 115 кВ.
Проект реалізували через компанію Glow SPP 1, яка на момент введення ТЕЦ в експлуатацію належала на паритетних засадах французькому концерну ENGIE та тайській WHA (займається розвитком індустріальних парків). У 2004-му ENGIE став одноосібним власником Glow SPP 1, після чого об'єднав свої тайські електроенергетичні активи в межах компанії Glow Energy. Станом на 2019-й Glow Energy повністю викупила компанія Global Power Synergy Public Company Limited (GSPC, електроенергетичний підрозділ тайського державного нафтогазового концерну PTT).
Того ж 2019-го Glow SPP 1 продали тайському конгломерату B.Grimm Group, який має великий портфель інвестицій в електроенергетику. Із завершенням в 2021 році терміну дії контракту з EGAT станція підлягала демонтажу або докорінній модернізації, яка зазвичай означає спорудження нових блоків. B.Grimm Group дійсно анонсувала будівництво двох блоків в межах проекту BGPMR, втім, майданчик для них обрали за 3,5 кілометра на захід від майданчика Glow SPP 1.